# Xã Salem, Quận Henry, Iowa
Xã Salem (tiếng Anh: Salem Township) là một xã thuộc quận Henry, tiểu bang Iowa, Hoa Kỳ. Năm 2010, dân số của xã này là 926 người.